# Liste der denkmalgeschützten Objekte in Mlýnské Struhadlo
Grundlage dieser Liste der denkmalgeschützten Objekte in Mlýnské Struhadlo ist die ÚSKP-Liste (Ústřední seznam kulturních památek České republiky, deutsch Zentrale Liste der Kulturdenkmäler der Tschechischen Republik), die von der tschechischen Denkmalschutzbehörde NPÚ (Národní památkový ústav, deutsch Nationale Denkmalbehörde) seit 1987 geführt wird und an die seit dem Jahr 1850 geschaffenen Listen anschließt.

## Denkmalgeschützte Objekte nach Ortsteilen

### Mlýnské Struhadlo
| Lage                                    | Objekt     | Beschreibung | ÚSKP-Nr.                  | Bild       |
| --------------------------------------- | ---------- | --- | ------------------------- | ---------- |
| Mlýnské Struhadlo, Dorfplatz (Standort) | Kapellchen | Quadratische Kapelle mit einem hohen pyramidenförmigen Dach, das in einem Glockenturm gipfelt. Volksbarockbau aus der zweiten Hälfte des 18. Jahrhunderts. | 22376/4-3313 Info Katalog | Kapellchen |